# Lista de episódios de Supernatural
Esta é uma lista de episódios da série drámatica/paranormal Supernatural. A série, criada por Eric Kripke, conta a história dos irmãos Sam (Jared Padalecki) e Dean Winchester (Jensen Ackles) que viajam ao longo dos Estados Unidos caçando criaturas sobrenaturais. Seus principais adversários ao longo da série são demônios. As primeiras tentativas dos irmãos é caçar Azazel - o demônio responsável pela morte de sua mãe e, em seguida, Lilith, o demônio que detém o contrato da alma de Dean e tenta libertar Lúcifer, um anjo caído. A quinta temporada apresenta a ascensão de Lúcifer, a quem os Winchesters devem parar para evitar o apocalipse. O demônio Crowley assume o controle do Inferno e começa a procurar na sexta temporada o Purgatório. A sétima temporada centra-se na tentativa dos Winchesters em parar os Leviatãs, criaturas libertadas do Purgatório, para tomar o mundo. A série emprega muito do folclore e lendas urbanas, e explora as mitologias pagã e cristã.
Nos Estados Unidos, o primeiro episódio da série foi ao ar em 13 de setembro de 2005. A primeira temporada foi ao ar no The WB, e após fusão da WB com UPN em setembro de 2006, Supernatural continuou a ser exibido na nova rede, The CW. As doze primeiras temporadas estão disponíveis em DVD nas regiões 1, 2 e 4 e também estão disponíveis em Blu-ray. Tornou-se disponível na Netflix em 30 de janeiro de 2012. No dia 18 de março de 2015 a série foi movida para as quartas-feiras.
Em janeiro de 2019, a The CW renovou a série para uma décima quinta e última temporada, que estreou em 10 de outubro de 2019. Em 19 de novembro de 2020, Supernatural exibiu seu último episódio, finalizando a série com 327 episódios transmitidos.

## Resumo
| Temporada | Temporada | Episódios | Episódios            | Originalmente exibido  | Originalmente exibido | Originalmente exibido | Nielsen ratings | Nielsen ratings                     |
| Temporada | Temporada | Episódios | Episódios            | Estreia da temporada   | Final da temporada    | Emissora              | Rank            | Média de visualizações (em milhões) |
| --------- | --------- | --------- | -------------------- | ---------------------- | --------------------- | --------------------- | --------------- | ----------------------------------- |
|           | 1         | 22        | 22                   | 13 de setembro de 2005 | 4 de maio de 2006     | The WB                | 165             | 3.81                                |
|           | 2         | 22        | 22                   | 28 de setembro de 2006 | 17 de maio de 2007    | The CW                | 216             | 3.14                                |
|           | 3         | 16        | 16                   | 4 de outubro de 2007   | 15 de maio de 2008    | The CW                | 187             | 2.74                                |
|           | 4         | 22        | 22                   | 18 de setembro de 2008 | 14 de maio de 2009    | The CW                | 161             | 3.14                                |
|           | 5         | 22        | 22                   | 10 de setembro de 2009 | 13 de maio de 2010    | The CW                | 125             | 2.64                                |
|           | 6         | 22        | 22                   | 24 de setembro de 2010 | 20 de maio de 2011    | The CW                | 209             | 2.42                                |
|           | 7         | 23        | 23                   | 23 de setembro de 2011 | 18 de maio de 2012    | The CW                | 176             | 2.03                                |
|           | 8         | 23        | 23                   | 3 de outubro de 2012   | 15 de maio de 2013    | The CW                | 152             | 2.52                                |
|           | 9         | 23        | 23                   | 8 de outubro de 2013   | 20 de maio de 2014    | The CW                | 141             | 2.81                                |
|           | 10        | 23        | 23                   | 7 de outubro de 2014   | 20 de maio de 2015    | The CW                | 156             | 2.02                                |
|           | 11        | 23        | 23                   | 7 de outubro de 2015   | 25 de maio de 2016    | The CW                | 131             | 2.81                                |
|           | 12        | 23        | 23                   | 13 de outubro de 2016  | 18 de maio de 2017    | The CW                | 132             | 2.62                                |
|           | 13        | 23        | 23                   | 12 de outubro de 2017  | 17 de maio de 2018    | The CW                | 166             | 2.32                                |
|           | 14        | 20        | 20                   | 11 de outubro de 2018  | 25 de abril de 2019   | The CW                | 159             | 2.07                                |
|           | 15        | 20        | 13                   | 10 de outubro de 2019  | 23 de março de 2020   | The CW                | 116             | 1.86                                |
| 7         | 15        | 20        | 8 de outubro de 2020 | 19 de novembro de 2020 | 131                   | The CW                | 1.63            |                                     |

Notas
1. ↑  As estatísticas vão de 19 de setembro de 2005 a 7 de maio de 2006, deixando de fora a estreia da temporada.
2. ↑  As estatísticas vão de 22 de setembro de 2008 a 17 de maio de 2009, deixando de fora a estreia da temporada.

## Episódios

### Temporada 1 (2005-2006)
| N.º geral | N.º na temp. | Título                                           | Dirigido por          | Escrito por                                                                 | Exibição original       | Cód. de produção | Audiência (milhões) |
| --------- | ------------ | ------------------------------------------------ | --------------------- | --------------------------------------------------------------------------- | ----------------------- | ---------------- | ------------------- |
| 1         | 1            | "Pilot" "(Piloto)" (BR)                          | David Nutter          | Eric Kripke                                                                 | 13 de setembro de 2005  | 475285           | 5.69                |
| 2         | 2            | "Wendigo" "(Wendigo)" (BR)                       | David Nutter          | História por : Ron Milbauer & Terri Hughes Burton Roteiro por : Eric Kripke | 20 de setembro de 2005  | 2T6901           | 5.01                |
| 3         | 3            | "Dead in the Water" "(Morte na Água)" (BR)       | Kim Manners           | Sera Gamble & Raelle Tucker                                                 | 27 de setembro de 2005  | 2T6903           | 5.01                |
| 4         | 4            | "Phantom Traveler" "(Viajante Fantasma)" (BR)    | Robert Singer         | Richard Hatem                                                               | 4 de outubro de 2005    | 2T6904           | 5.40                |
| 5         | 5            | "Bloody Mary" "(Bloody Mary)" (BR)               | Peter Ellis           | História por : Eric Kripke Roteiro por : Ron Milbauer & Terri Hughes Burton | 11 de outubro de 2005   | 2T6905           | 5.50                |
| 6         | 6            | "Skin" "(Pele)" (BR)                             | Robert Duncan McNeill | John Shiban                                                                 | 18 de outubro de 2005   | 2T6906           | 5.00                |
| 7         | 7            | "Hook Man" "(Homem-Gancho)" (BR)                 | David Jackson         | John Shiban                                                                 | 25 de outubro de 2005   | 2T6902           | 5.08                |
| 8         | 8            | "Bugs" "(Insetos)" (BR)                          | Kim Manners           | Rachel Nave & Bill Coakley                                                  | 8 de novembro de 2005   | 2T6907           | 4.47                |
| 9         | 9            | "Home" "(Volta ao Lar)" (BR)                     | Ken Girotti           | Eric Kripke                                                                 | 15 de novembro de 2005  | 2T6908           | 4.21                |
| 10        | 10           | "Asylum" "(Asilo)" (BR)                          | Guy Bee               | Richard Hatem                                                               | 22 de novembro de 2005  | 2T6909           | 5.38                |
| 11        | 11           | "Scarecrow" "(Espantalho)" (BR)                  | Kim Manners           | História por : Patrick Sean Smith Roteiro por : John Shiban                 | 10 de janeiro de 2006   | 2T6911           | 4.23                |
| 12        | 12           | "Faith" "(Fé)" (BR)                              | Allan Kroeker         | Sera Gamble & Raelle Tucker                                                 | 17 de janeiro de 2006   | 2T6910           | 3.86                |
| 13        | 13           | "Route 666" "(Rota 666)" (BR)                    | Paul Shapiro          | Brad Buckner & Eugenie Ross-Leming                                          | 31 de janeiro de 2006   | 2T6912           | 5.82                |
| 14        | 14           | "Nightmare" "(Pesadelo)" (BR)                    | Phil Sgriccia         | Sera Gamble & Raelle Tucker                                                 | 7 de fevereiro de 2006  | 2T6913           | 4.27                |
| 15        | 15           | "The Benders" "(A Família Bender)" (BR)          | Peter Ellis           | John Shiban                                                                 | 14 de fevereiro de 2006 | 2T6914           | 3.96                |
| 16        | 16           | "Shadow" "(Sombra)" (BR)                         | Kim Manners           | Eric Kripke                                                                 | 28 de fevereiro de 2006 | 2T6915           | 4.22                |
| 17        | 17           | "Hell House" "(Casa do Inferno)" (BR)            | Chris Long            | Trey Callaway                                                               | 30 de março de 2006     | 2T6916           | 3.76                |
| 18        | 18           | "Something Wicked" "(Alguma Coisa Maligna)" (BR) | Whitney Ransick       | Daniel Knauf                                                                | 6 de abril de 2006      | 2T6917           | 3.67                |
| 19        | 19           | "Provenance" "(Procedência)" (BR)                | Phil Sgriccia         | David Ehrman                                                                | 13 de abril de 2006     | 2T6918           | 3.62                |
| 20        | 20           | "Dead Man's Blood" "(Sangue do Morto)" (BR)      | Tony Wharmby          | Cathryn Humphris & John Shiban                                              | 20 de abril de 2006     | 2T6919           | 3.99                |
| 21        | 21           | "Salvation" "(Salvação)" (BR)                    | Robert Singer         | Sera Gamble & Raelle Tucker                                                 | 27 de abril de 2006     | 2T6920           | 3.26                |
| 22        | 22           | "Devil's Trap" "(Armadilha do Diabo)" (BR)       | Kim Manners           | Eric Kripke                                                                 | 4 de maio de 2006       | 2T6921           | 3.99                |

### Temporada 2 (2006-2007)
| N.º geral | N.º na temp. | Título                                                                                           | Dirigido por    | Escrito por                                                             | Exibição original       | Audiência (milhões) |
| --------- | ------------ | ------------------------------------------------------------------------------------------------ | --------------- | ----------------------------------------------------------------------- | ----------------------- | ------------------- |
| 23        | 1            | "In My Time of Dying" "(Na Hora da Minha Morte)" (BR)                                            | Kim Manners     | Eric Kripke                                                             | 28 de setembro de 2006  | 3.93                |
| 24        | 2            | "Everybody Loves a Clown" "(Todos Amam o Palhaço)" (BR)                                          | Phil Sgriccia   | John Shiban                                                             | 5 de outubro de 2006    | 3.34                |
| 25        | 3            | "Bloodlust" "(Sede de Sangue)" (BR)                                                              | Robert Singer   | Sera Gamble                                                             | 12 de outubro de 2006   | 3.78                |
| 26        | 4            | "Children Shouldn't Play with Dead Things" "(Crianças Não Devem Brincar com Coisas Mortas)" (BR) | Kim Manners     | Raelle Tucker                                                           | 19 de outubro de 2006   | 3.29                |
| 27        | 5            | "Simon Said" "(Ele Disse)" (BR)                                                                  | Tim Iacofano    | Ben Edlund                                                              | 26 de outubro de 2006   | 3.65                |
| 28        | 6            | "No Exit" "(Sem Saída)" (BR)                                                                     | Kim Manners     | Matt Witten                                                             | 2 de novembro de 2006   | 3.38                |
| 29        | 7            | "The Usual Suspects" "(Os Suspeitos Habituais)" (BR)                                             | Mike Rohl       | Cathryn Humphris                                                        | 9 de novembro de 2006   | 3.19                |
| 30        | 8            | "Crossroad Blues" "(O Blues de Encruzilhada)" (BR)                                               | Steve Boyum     | Sera Gamble                                                             | 16 de novembro de 2006  | 3.16                |
| 31        | 9            | "Croatoan" "(Croatoan)" (BR)                                                                     | Robert Singer   | John Shiban                                                             | 7 de dezembro de 2006   | 3.12                |
| 32        | 10           | "Hunted" "(Caçado)" (BR)                                                                         | Rachel Talalay  | Raelle Tucker                                                           | 11 de janeiro de 2007   | 3.24                |
| 33        | 11           | "Playthings" "(Brinquedos)" (BR)                                                                 | Charles Beeson  | Matt Witten                                                             | 18 de janeiro de 2007   | 3.44                |
| 34        | 12           | "Nightshifter" "(Caminhante Noturno)" (BR)                                                       | Phil Sgriccia   | Ben Edlund                                                              | 25 de janeiro de 2007   | 3.42                |
| 35        | 13           | "Houses of the Holy" "(Casas do Sagrado)" (BR)                                                   | Kim Manners     | Sera Gamble                                                             | 1 de fevereiro de 2007  | 3.37                |
| 36        | 14           | "Born Under a Bad Sign" "(Nascido num Signo Ruim)" (BR)                                          | J. Miller Tobin | Cathryn Humphris                                                        | 8 de fevereiro de 2007  | 2.84                |
| 37        | 15           | "Tall Tales" "(Exagerado)" (BR)                                                                  | Bradford May    | John Shiban                                                             | 15 de fevereiro de 2007 | 3.03                |
| 38        | 16           | "Roadkill" "(O Fantasma da Estrada)" (BR)                                                        | Charles Beeson  | Raelle Tucker                                                           | 15 de março de 2007     | 3.52                |
| 39        | 17           | "Heart" "(Dolorosa Missão)" (BR)                                                                 | Kim Manners     | Sera Gamble                                                             | 22 de março de 2007     | 3.38                |
| 40        | 18           | "Hollywood Babylon" "(Assombração em Hollywood)" (BR)                                            | Phil Sgriccia   | Ben Edlund                                                              | 19 de abril de 2007     | 3.25                |
| 41        | 19           | "Folsom Prison Blues" "(No Xadrez)" (BR)                                                         | Mike Rohl       | John Shiban                                                             | 26 de abril de 2007     | 3.33                |
| 42        | 20           | "What Is and What Should Never Be" "(Apenas um Sonho)" (BR)                                      | Eric Kripke     | Raelle Tucker                                                           | 3 de maio de 2007       | 3.11                |
| 43        | 21           | "All Hell Breaks Loose (Part 1)" "(Demônios à Solta (Parte 1))" (BR)                             | Robert Singer   | Sera Gamble                                                             | 10 de maio de 2007      | 2.90                |
| 44        | 22           | "All Hell Breaks Loose (Part 2)" "(Demônios à Solta (Parte 2))" (BR)                             | Kim Manners     | História por : Eric Kripke & Michael T. Moore Roteiro por : Eric Kripke | 17 de maio de 2007      | 2.72                |

### Temporada 3 (2007-2008)
| N.º geral | N.º na temp. | Título                                                               | Dirigido por    | Escrito por                                                                  | Exibição original       | Audiência (milhões) |
| --------- | ------------ | -------------------------------------------------------------------- | --------------- | ---------------------------------------------------------------------------- | ----------------------- | ------------------- |
| 45        | 1            | "The Magnificent Seven" "(Os Sete Magníficos)" (BR)                  | Kim Manners     | Eric Kripke                                                                  | 4 de outubro de 2007    | 2.97                |
| 46        | 2            | "The Kids Are Alright" "(Tudo Bem com as Crianças)" (BR)             | Phil Sgriccia   | Sera Gamble                                                                  | 11 de outubro de 2007   | 3.16                |
| 47        | 3            | "Bad Day at Black Rock" "(Dia Ruim em Black Rock)" (BR)              | Robert Singer   | Ben Edlund                                                                   | 18 de outubro de 2007   | 3.03                |
| 48        | 4            | "Sin City" "(Cidade do Pecado)" (BR)                                 | Charles Beeson  | Robert Singer & Jeremy Carver                                                | 25 de outubro de 2007   | 3.02                |
| 49        | 5            | "Bedtime Stories" "(História para Dormir)" (BR)                      | Mike Rohl       | Cathryn Humphris                                                             | 1 de novembro de 2007   | 3.24                |
| 50        | 6            | "Red Sky at Morning" "(Céu Vermelho)" (BR)                           | Cliff Bole      | Laurence Andries                                                             | 8 de novembro de 2007   | 3.01                |
| 51        | 7            | "Fresh Blood" "(Sangue Fresco)" (BR)                                 | Kim Manners     | Sera Gamble                                                                  | 15 de novembro de 2007  | 2.88                |
| 52        | 8            | "A Very Supernatural Christmas" "(Um Natal Muito Sobrenatural)" (BR) | J. Miller Tobin | Jeremy Carver                                                                | 13 de dezembro de 2007  | 3.02                |
| 53        | 9            | "Malleus Maleficarum" "(Magia Negra)" (BR)                           | Robert Singer   | Ben Edlund                                                                   | 31 de janeiro de 2008   | 2.95                |
| 54        | 10           | "Dream a Little Dream of Me" "(Sonhe Comigo)" (BR)                   | Steve Boyum     | História por : Sera Gamble & Cathryn Humphris Roteiro por : Cathryn Humphris | 7 de fevereiro de 2008  | 2.68                |
| 55        | 11           | "Mystery Spot" "(Local Misterioso)" (BR)                             | Kim Manners     | História por : Jeremy Carver & Emily McLaughlin Roteiro por : Jeremy Carver  | 14 de fevereiro de 2008 | 2.97                |
| 56        | 12           | "Jus in Bello" "(Terror na Delegacia)" (BR)                          | Phil Sgriccia   | Sera Gamble                                                                  | 21 de fevereiro de 2008 | 3.23                |
| 57        | 13           | "Ghostfacers" "(O Fantasma Bissexto)" (BR)                           | Phil Sgriccia   | Ben Edlund                                                                   | 24 de abril de 2008     | 2.22                |
| 58        | 14           | "Long Distance Call" "(O Interurbano)" (BR)                          | Robert Singer   | Jeremy Carver                                                                | 1 de maio de 2008       | 2.63                |
| 59        | 15           | "Time Is on My Side" "(O Tempo Está do Meu Lado)" (BR)               | Charles Beeson  | Sera Gamble                                                                  | 8 de maio de 2008       | 2.55                |
| 60        | 16           | "No Rest for the Wicked" "(Enfrentando o Capeta)" (BR)               | Kim Manners     | Eric Kripke                                                                  | 15 de maio de 2008      | 3.00                |

### Temporada 4 (2008-2009)
| Nº em geral | Nº na temporada | Título                                                                                | Diretor(es)     | Escritor(es)                                                      | Exibição               | Audiência |
| ----------- | --------------- | ------------------------------------------------------------------------------------- | --------------- | ----------------------------------------------------------------- | ---------------------- | --------- |
| 61          | 1               | "Lazarus Rising" "(A Ressurreição de Lázaro)"                                         | Kim Manners     | Eric Kripke                                                       | 18 de setembro de 2008 | 3.96      |
| 62          | 2               | "Are You There, God? It's Me, Dean Winchester" "(Deus Está? Sou Eu, Dean Winchester)" | Phil Sgriccia   | História por: Sera Gamble & Lou Bollo Roteiro por: Sera Gamble    | 25 de setembro de 2008 | 3.18      |
| 63          | 3               | "In the Beginning" "(No Início)"                                                      | Steve Boyum     | Jeremy Carver                                                     | 2 de outubro de 2008   | 3.51      |
| 64          | 4               | "Metamorphosis" "(Metamorfose)"                                                       | Kim Manners     | Cathryn Humphris                                                  | 9 de outubro de 2008   | 3.15      |
| 65          | 5               | "Monster Movie" "(Filme de Monstro)"                                                  | Robert Singer   | Ben Edlund                                                        | 16 de outubro de 2008  | 3.06      |
| 66          | 6               | "Yellow Fever" "(Febre Amarela)"                                                      | Phil Sgriccia   | Andrew Dabb & Daniel Loflin                                       | 23 de outubro de 2008  | 3.25      |
| 67          | 7               | "It's the Great Pumpkin, Sam Winchester" "(Dia das Bruxas)"                           | Charles Beeson  | Julie Siege                                                       | 30 de outubro de 2008  | 3.55      |
| 68          | 8               | "Wishful Thinking" "(A Fonte dos Desejos)"                                            | Robert Singer   | História por: Ben Edlund & Lou Bollo Roteiro por: Ben Edlund      | 6 de novembro de 2008  | 3.24      |
| 69          | 9               | "I Know What You Did Last Summer" "(Eu Sei o Que Você Fez no Verão Passado)"          | Charles Beeson  | Sera Gamble                                                       | 13 de novembro de 2008 | 2.94      |
| 70          | 10              | "Heaven and Hell" "(Céu e Inferno)"                                                   | J. Miller Tobin | História por: Trevor Sands Roteiro por: Eric Kripke               | 20 de novembro de 2008 | 3.34      |
| 71          | 11              | "Family Remains" "(Vestígios de Família)"                                             | Phil Sgricci    | Jeremy Carver                                                     | 15 de janeiro de 2009  | 2.98      |
| 72          | 12              | "Criss Angel Is a Douchebag" "(Criss Angel é um Idiota)"                              | Robert Singer   | Julie Siege                                                       | 22 de janeiro de 2009  | 3.06      |
| 73          | 13              | "After School Special" "(Especial Depois da Aula)"                                    | Adam Kane       | Andrew Dabb & Daniel Loflin                                       | 29 de janeiro de 2009  | 3.56      |
| 74          | 14              | "Sex and Violence" "(Sexo e Violência)"                                               | Charles Beeson  | Cathryn Humphris                                                  | 5 de fevereiro de 2009 | 3.37      |
| 75          | 15              | "Death Takes a Holiday" "(A Morte Tira Férias)"                                       | Steve Boyum     | Jeremy Carver                                                     | 12 de março de 2009    | 2.84      |
| 76          | 16              | "On the Head of a Pin" "(Na Cabeça do Alfinete)"                                      | Mike Rohl       | Ben Edlund                                                        | 19 de março de 2009    | 2.95      |
| 77          | 17              | "It's a Terrible Life" "(Que Vida Terrível)"                                          | James L. Conway | Sera Gamble                                                       | 26 de março de 2009    | 3.13      |
| 78          | 18              | "The Monster at the End of This Book" "(Monstro no Final do Livro)"                   | Mike Rohl       | História por: Julie Siege & Nancy Weiner Roteiro por: Julie Siege | 2 de abril de 2009     | 3.27      |
| 79          | 19              | "Jump the Shark" "(O Irmão)"                                                          | Phil Sgriccia   | Andrew Dabb & Daniel Loflin                                       | 23 de abril de 2009    | 2.70      |
| 80          | 20              | "The Rapture" "(A Forma de um Anjo)"                                                  | Charles Beeson  | Jeremy Carver                                                     | 30 de abril de 2009    | 2.95      |
| 81          | 21              | "When the Levee Breaks" "(Quando Se Rompe a Represa)"                                 | Robert Singer   | Sera Gamble                                                       | 7 de maio de 2009      | 2.79      |
| 82          | 22              | "Lucifer Rising" "(A Ascensão de Lúcifer)"                                            | Eric Kripke     | Eric Kripke                                                       | 14 de maio de 2009     | 2.89      |

### Temporada 5 (2009-2010)
| Nº em geral | Nº na temporada | Título                                                                      | Diretor(es)     | Escritor(es)                                                      | Exibição                | Audiência |
| ----------- | --------------- | --------------------------------------------------------------------------- | --------------- | ----------------------------------------------------------------- | ----------------------- | --------- |
| 83          | 1               | "Sympathy for the Devil" "(Simpatia Para o Diabo)"                          | Robert Singer   | Eric Kripke                                                       | 10 de setembro de 2009  | 3.40      |
| 84          | 2               | "Good God, Y'All!" "(Fiquem Com Deus)"                                      | Phil Sgriccia   | Sera Gamble                                                       | 17 de setembro de 2009  | 2.80      |
| 85          | 3               | "Free to Be You and Me" "(Livres Para Voar)"                                | J. Miller Tobin | Jeremy Carver                                                     | 24 de setembro de 2009  | 2.66      |
| 86          | 4               | "The End" "(Fim)"                                                           | Steve Boyum     | Ben Edlund                                                        | 1 de outubro de 2009    | 2.62      |
| 87          | 5               | "Fallen Idols" "(Ídolos Caídos)"                                            | James L. Conway | Julie Siege                                                       | 8 de outubro de 2009    | 2.47      |
| 88          | 6               | "I Believe the Children Are Our Future" "(As Crianças São O Futuro)"        | Charles Beeson  | Andrew Dabb & Daniel Loflin                                       | 15 de outubro de 2009   | 2.59      |
| 89          | 7               | "The Curious Case of Dean Winchester" "(O Curioso Caso De Dean Winchester)" | Robert Singer   | História por: Sera Gamble & Jenny Klein Roteiro por: Sera Gamble  | 29 de outubro de 2009   | 2.90      |
| 90          | 8               | "Changing Channels" "(Trocando de Canal)"                                   | Charles Beeson  | Jeremy Carver                                                     | 5 de novembro de 2009   | 2.65      |
| 91          | 9               | "The Real Ghostbusters" "(Os Verdadeiros Caça-Fantasmas)"                   | James L. Conway | História por: Nancy Weiner Roteiro por: Eric Kripke               | 12 de novembro de 2009  | 2.69      |
| 92          | 10              | "Abandon All Hope..." "(Abandone a Esperança)"                              | Phil Sgriccia   | Ben Edlund                                                        | 19 de novembro de 2009  | 2.51      |
| 93          | 11              | "Sam, Interrupted" "(Sam, Interrompido)"                                    | James L. Conway | Andrew Dabb & Daniel Loflin                                       | 21 de janeiro de 2010   | 2.79      |
| 94          | 12              | "Swap Meat" "(Troca de Corpos)"                                             | Robert Singer   | Andrew Dabb & Daniel Loflin                                       | 28 de janeiro de 2010   | 2.65      |
| 95          | 13              | "The Song Remains the Same" "(Sempre a Mesma Canção)"                       | Steve Boyum     | Sera Gamble & Nancy Weiner                                        | 4 de fevereiro de 2010  | 2.28      |
| 96          | 14              | "My Bloody Valentine" "(Amores Sangrentos)"                                 | Mike Rohl       | Ben Edlund                                                        | 11 de fevereiro de 2010 | 2.51      |
| 97          | 15              | "Dead Men Don't Wear Plaid" "(Os Mortos Pedem Vingança)"                    | John Showalter  | Jeremy Carver                                                     | 25 de março de 2010     | 2.95      |
| 98          | 16              | "Dark Side of the Moon" "(O Lado Escuro da Lua)"                            | Jeff Woolnough  | Andrew Dabb & Daniel Loflin                                       | 1 de abril de 2010      | 2.40      |
| 99          | 17              | "99 Problems" "(99 Problemas)"                                              | Charles Beeson  | Julie Siege                                                       | 8 de abril de 2010      | 2.78      |
| 100         | 18              | "Point of No Return" "(Caminho Sem Volta)"                                  | Phil Sgriccia   | Jeremy Carver                                                     | 15 de abril de 2010     | 2.45      |
| 101         | 19              | "Hammer of the Gods" "(O Martelo dos Deuses)"                               | Rick Bota       | História por: David Reed Roteiro por: Andrew Dabb & Daniel Loflin | 22 de abril de 2010     | 2.82      |
| 102         | 20              | "The Devil You Know" "(O Diabo Conhecido)"                                  | Robert Singer   | Ben Edlund                                                        | 29 de abril de 2010     | 2.38      |
| 103         | 21              | "Two Minutes to Midnight" "(Dois Minutos Para Meia-Noite)"                  | Phil Sgriccia   | Sera Gamble                                                       | 6 de maio de 2010       | 2.53      |
| 104         | 22              | "Swan Song" "(Canção do Cisne)"                                             | Steve Boyum     | História por: Eric Gewitz Roteiro por: Eric Kripke                | 13 de maio de 2010      | 2.84      |

### Temporada 6 (2010-2011)
| N.º geral | N.º na temp. | Título                              | Dirigido por   | Escrito por                                                                                            | Exibição original       | Cód. de produção | Audiência (milhões) |
| --------- | ------------ | ----------------------------------- | -------------- | --- | ----------------------- | ---------------- | ------------------- |
| 105       | 1            | "Exile on Main Street"              | Phil Sgriccia  | Sera Gamble                                                                                            | 24 de setembro de 2010  | 3X6052           | 2.90                |
| 106       | 2            | "Two and a Half Men"                | John Showalter | Adam Glass                                                                                             | 1 de outubro de 2010    | 3X6053           | 2.33                |
| 107       | 3            | "The Third Man"                     | Robert Singer  | Ben Edlund                                                                                             | 8 de outubro de 2010    | 3X6054           | 2.16                |
| 108       | 4            | "Weekend at Bobby's"                | Jensen Ackles  | Andrew Dabb & Daniel Loflin                                                                            | 15 de outubro de 2010   | 3X6051           | 2.84                |
| 109       | 5            | "Live Free or Twihard"              | Rod Hardy      | Brett Matthews                                                                                         | 22 de outubro de 2010   | 3X6056           | 2.47                |
| 110       | 6            | "You Can't Handle The Truth"        | Jan Eliasberg  | História por : David Reed & Eric Charmelo & Nicole Snyder Roteiro por : Eric Charmelo & Nicole Snyder  | 29 de outubro de 2010   | 3X6055           | 2.52                |
| 111       | 7            | "Family Matters"                    | Guy Bee        | Andrew Dabb & Daniel Loflin                                                                            | 5 de novembro de 2010   | 3X6057           | 2.46                |
| 112       | 8            | "All Dogs Go to Heaven"             | Phil Sgriccia  | Adam Glass                                                                                             | 12 de novembro de 2010  | 3X6058           | 2.09                |
| 113       | 9            | "Clap Your Hands If You Believe..." | John Showalter | Ben Edlund                                                                                             | 19 de novembro de 2010  | 3X6059           | 1.94                |
| 114       | 10           | "Caged Heat"                        | Robert Singer  | História por : Jenny Klein & Brett Matthews Roteiro por : Brett Matthews                               | 3 de dezembro de 2010   | 3X6060           | 2.15                |
| 115       | 11           | "Appointment in Samarra"            | Mike Rohl      | Sera Gamble & Robert Singer                                                                            | 10 de dezembro de 2010  | 3X6061           | 2.27                |
| 116       | 12           | "Like a Virgin"                     | Phil Sgriccia  | Adam Glass                                                                                             | 4 de fevereiro de 2011  | 3X6062           | 2.25                |
| 117       | 13           | "Unforgiven"                        | David Barrett  | Andrew Dabb & Daniel Loflin                                                                            | 11 de fevereiro de 2011 | 3X6063           | 1.97                |
| 118       | 14           | "Mannequin 3: The Reckoning"        | Jeannot Szwarc | Andrew Dabb & Daniel Loflin                                                                            | 18 de fevereiro de 2011 | 3X6064           | 2.25                |
| 119       | 15           | "The French Mistake"                | Charles Beeson | Ben Edlund                                                                                             | 25 de fevereiro de 2011 | 3X6065           | 2.18                |
| 120       | 16           | "...And Then There Were None"       | Mike Rohl      | Brett Matthews                                                                                         | 4 de março de 2011      | 3X6066           | 2.14                |
| 121       | 17           | "My Heart Will Go On"               | Phil Sgriccia  | Eric Charmelo & Nicole Snyder                                                                          | 15 de abril de 2011     | 3X6068           | 2.26                |
| 122       | 18           | "Frontierland"                      | Guy Bee        | História por : Amdrew Dabb & Daniel Loflin & Jackson Stewart Roteiro por : Andrew Dabb & Daniel Loflin | 22 de abril de 2011     | 3X6067           | 1.90                |
| 123       | 19           | "Mommy Dearest"                     | John Showalter | Adam Glass                                                                                             | 29 de abril de 2011     | 3X6069           | 2.01                |
| 124       | 20           | "The Man Who Would Be King"         | Ben Edlund     | Ben Edlund                                                                                             | 6 de maio de 2011       | 3X6070           | 2.11                |
| 125       | 21           | "Let It Bleed"                      | John Showalter | Sera Gamble                                                                                            | 20 de maio de 2011      | 3X6071           | 2.02                |
| 126       | 22           | "The Man Who Knew Too Much"         | Robert Singer  | Eric Kripke                                                                                            | 20 de maio de 2011      | 3X6072           | 2.02                |

### Temporada 7 (2011-2012)
| N.º geral | N.º na temp. | Título                                          | Dirigido por     | Escrito por                        | Exibição original       | Cód. de produção | Audiência (milhões) |
| --------- | ------------ | ----------------------------------------------- | ---------------- | ---------------------------------- | ----------------------- | ---------------- | ------------------- |
| 127       | 1            | "Meet the New Boss"                             | Phil Sgriccia    | Sera Gamble                        | 23 de setembro de 2011  | 3X7052           | 2.01                |
| 128       | 2            | "Hello, Cruel World"                            | Guy Bee          | Ben Edlund                         | 30 de setembro de 2011  | 3X7053           | 1.80                |
| 129       | 3            | "The Girl Next Door"                            | Jensen Ackles    | Andrew Dabb & Daniel Loflin        | 7 de outubro de 2011    | 3X7051           | 1.72                |
| 130       | 4            | "Defending Your Life"                           | Robert Singer    | Adam Glass                         | 14 de outubro de 2011   | 3X7054           | 1.69                |
| 131       | 5            | "Shut Up, Dr. Phil"                             | Phil Sgriccia    | Brad Buckner & Eugenie Ross-Leming | 21 de outubro de 2011   | 3X7055           | 1.92                |
| 132       | 6            | "Slash Fiction"                                 | John Showalter   | Robbie Thompson                    | 28 de outubro de 2011   | 3X7056           | 1.74                |
| 133       | 7            | "The Mentalists"                                | Mike Rohl        | Ben Acker & Ben Blacker            | 4 de novembro de 2011   | 3X7057           | 1.84                |
| 134       | 8            | "Season Seven, Time for a Wedding!"             | Tim Andrew       | Andrew Dabb & Daniel Loflin        | 11 de novembro de 2011  | 3X7058           | 1.85                |
| 135       | 9            | "How to Win Friends and Influence Monsters"     | Guy Bee          | Ben Edlund                         | 18 de novembro de 2011  | 3X7059           | 1.55                |
| 136       | 10           | "Death's Door"                                  | Robert Singer    | Sera Gamble                        | 2 de dezembro de 2011   | 3X7060           | 1.89                |
| 137       | 11           | "Adventures in Babysitting"                     | Jeannot Szwarc   | Adam Glass                         | 6 de janeiro de 2012    | 3X7061           | 1.82                |
| 138       | 12           | "Time After Time"                               | Phil Sgriccia    | Robbie Thompson                    | 13 de janeiro de 2012   | 3X7062           | 1.55                |
| 139       | 13           | "The Slice Girls"                               | Jerry Wanek      | Brad Buckner & Eugenie Ross-Leming | 3 de fevereiro de 2012  | 3X7063           | 1.72                |
| 140       | 14           | "Plucky Pennywhistle's Magical Menagerie"       | Mike Rohl        | Andrew Dabb & Daniel Loflin        | 10 de fevereiro de 2012 | 3X7064           | 1.88                |
| 141       | 15           | "Repo Man"                                      | Thomas J. Wright | Ben Edlund                         | 17 de fevereiro de 2012 | 3X7065           | 1.74                |
| 142       | 16           | "Out with the Old"                              | John Showalter   | Robert Singer & Jenny Klein        | 16 de março de 2012     | 3X7066           | 1.73                |
| 143       | 17           | "The Born-Again Identity"                       | Robert Singer    | Sera Gamble                        | 23 de março de 2012     | 3X7067           | 1.63                |
| 144       | 18           | "Party on, Garth"                               | Phil Sgriccia    | Adam Glass                         | 30 de março de 2012     | 3X7068           | 1.78                |
| 145       | 19           | "Of Grave Importance"                           | Tim Andrew       | Brad Buckner & Eugenie Ross-Leming | 20 de abril de 2012     | 3X7069           | 1.57                |
| 146       | 20           | "The Girl with the Dungeons and Dragons Tattoo" | John MacCarthy   | Robbie Thompson                    | 27 de abril de 2012     | 3X7070           | 1.61                |
| 147       | 21           | "Reading is Fundamental"                        | Ben Edlund       | Ben Edlund                         | 4 de maio de 2012       | 3X7071           | 1.66                |
| 148       | 22           | "There Will Be Blood"                           | Guy Bee          | Andrew Dabb & Daniel Loflin        | 11 de maio de 2012      | 3X7072           | 1.58                |
| 149       | 23           | "Survival of the Fittest"                       | Robert Singer    | Sera Gamble                        | 18 de maio de 2012      | 3X7073           | 1.56                |

### Temporada 8 (2012-2013)
| N.º geral | N.º na temp. | Título                            | Dirigido por          | Escrito por                        | Exibição original       | Cód. de produção | Audiência (milhões) |
| --------- | ------------ | --------------------------------- | --------------------- | ---------------------------------- | ----------------------- | ---------------- | ------------------- |
| 150       | 1            | "We Need to Talk About Kevin"     | Robert Singer         | Jeremy Carver                      | 3 de outubro de 2012    | 3X7802           | 1.85                |
| 151       | 2            | "What's Up, Tiger Mommy?"         | John Showalter        | Andrew Dabb & Daniel Loflin        | 10 de outubro de 2012   | 3X7803           | 2.51                |
| 152       | 3            | "Heartache"                       | Jensen Ackles         | Brad Buckner & Eugenie Ross-Leming | 17 de outubro de 2012   | 3X7801           | 2.13                |
| 153       | 4            | "Bitten"                          | Thomas J. Wright      | Robbie Thompson                    | 24 de outubro de 2012   | 3X7804           | 1.86                |
| 154       | 5            | "Blood Brother"                   | Guy Bee               | Ben Edlund                         | 31 de outubro de 2012   | 3X7805           | 1.78                |
| 155       | 6            | "Southern Comfort"                | Tim Andrew            | Adm Glass                          | 7 de novembro de 2012   | 3X7806           | 2.32                |
| 156       | 7            | "A Little Slice of Kevin"         | Charlie Carner        | Brad Buckner & Eugenie Ross-Leming | 14 de novembro de 2012  | 3X7807           | 2.32                |
| 157       | 8            | "Hunteri Heroici"                 | Paul Edwards          | Andrew Dabb                        | 28 de novembro de 2012  | 3X7808           | 2.00                |
| 158       | 9            | "Citizen Fang"                    | Paul Edwards          | Andrew Dabb                        | 5 de dezembro de 2012   | 3X7809           | 2.06                |
| 159       | 10           | "Torn and Frayed"                 | Robert Singer         | Jenny Klein                        | 16 de janeiro de 2013   | 3X7810           | 1.99                |
| 160       | 11           | "LARP and the Real Girl"          | Jeannot Szwarc        | Robbie Thompson                    | 23 de janeiro de 2013   | 3X7811           | 2.01                |
| 161       | 12           | "As Time Goes By"                 | Serge Ladouceur       | Adam Glass                         | 30 de janeiro de 2013   | 3X7812           | 2.12                |
| 162       | 13           | "Everybody Hates Hitler"          | Phil Sgriccia         | Ben Edlund                         | 6 de fevereiro de 2013  | 3X7814           | 2.29                |
| 163       | 14           | "Trial and Error"                 | Kevin Parks           | Andrew Dabb                        | 13 de fevereiro de 2013 | 3X7813           | 2.41                |
| 164       | 15           | "Man's Best Friend with Benefits" | John Showalter        | Brad Buckner & Eugenie Ross-Leming | 20 de fevereiro de 2013 | 3X7815           | 2.10                |
| 165       | 16           | "Remember the Titans"             | Steve Boyum           | Daniel Loflin                      | 27 de fevereiro de 2013 | 3X7816           | 2.13                |
| 166       | 17           | "Goodbye Stranger"                | Thomas J. Wright      | Robbie Thompson                    | 20 de março de 2013     | 3X7817           | 2.16                |
| 167       | 18           | "Freaks and Geeks"                | John Showalter        | Adam Glass                         | 27 de março de 2013     | 3X7818           | 2.23                |
| 168       | 19           | "Taxi Driver"                     | Guy Bee               | Brad Buckner & Eugenie Ross-Leming | 3 de abril de 2013      | 3X7819           | 1.90                |
| 169       | 20           | "Pac-Man Fever"                   | Robert Singer         | Robbie Thompson                    | 24 de abril de 2013     | 3X7820           | 2.38                |
| 170       | 21           | "The Great Escapist"              | Robert Duncan McNeill | Ben Edlund                         | 1 de maio de 2013       | 3X7821           | 2.07                |
| 171       | 22           | "Clip Show"                       | Thomas J. Wright      | Andrew Dabb                        | 8 de maio de 2013       | 3X7822           | 2.07                |
| 172       | 23           | "Sacrifice"                       | Phil Sgriccia         | Jeremy Carver                      | 15 de maio de 2013      | 3X7823           | 2.31                |

### Temporada 9 (2013-2014)
| N.º geral | N.º na temp. | Título                           | Dirigido por        | Escrito por                        | Exibição original       | Cód. de produção | Audiência (milhões) |
| --------- | ------------ | -------------------------------- | ------------------- | ---------------------------------- | ----------------------- | ---------------- | ------------------- |
| 173       | 1            | "I Think I'm Gonna Like It Here" | John Showalter      | Jeremy Carver                      | 8 de outubro de 2013    | 4X5052           | 2.59                |
| 174       | 2            | "Devil May Care"                 | Guy Norman Bee      | Andrew Dabb                        | 15 de outubro de 2013   | 4X5051           | 2.33                |
| 175       | 3            | "I'm No Angel"                   | Kevin Hooks         | Brad Buckner & Eugenie Ross-Leming | 22 de outubro de 2013   | 4X5053           | 2.34                |
| 176       | 4            | "Slumber Party"                  | Robert Singer       | Robbie Thompson                    | 29 de outubro de 2013   | 4X5054           | 2.19                |
| 177       | 5            | "Dog Dean Afternoon"             | Tim Andrew          | Eric Charmelo & Nicole Snyder      | 5 de novembro de 2013   | 4X5056           | 2.15                |
| 178       | 6            | "Heaven Can't Wait"              | Rob Spera           | Robert Berens                      | 12 de novembro de 2013  | 4X5057           | 2.36                |
| 179       | 7            | "Bad Boys"                       | Kevin Parks         | Adam Glass                         | 19 de novembro de 2013  | 4X5055           | 2.01                |
| 180       | 8            | "Rock and a Hard Place"          | John MacCarthy      | Jenny Klein                        | 26 de novembro de 2013  | 4X5058           | 2.39                |
| 181       | 9            | "Holy Terror"                    | Thomas J. Wright    | Brad Buckner & Eugenie Ross-Leming | 3 de dezembro de 2013   | 4X5059           | 2.42                |
| 182       | 10           | "Road Trip"                      | Robert Singer       | Andrew Dabb                        | 14 de janeiro de 2014   | 4X5060           | 2.21                |
| 183       | 11           | "First Born"                     | John Badham         | Robbie Thompson                    | 21 de janeiro de 2014   | 4X5060           | 2.65                |
| 184       | 12           | "Sharp Teeth"                    | John Showalter      | Adam Glass                         | 28 de janeiro de 2014   | 4X5062           | 2.76                |
| 185       | 13           | "The Purge"                      | Phil Sgriccia       | Eric Charmelo & Nicole Snyder      | 4 de fevereiro de 2014  | 4X5063           | 2.46                |
| 186       | 14           | "Captives"                       | Jerry Wanek         | Robert Berens                      | 25 de fevereiro de 2014 | 4X5064           | 2.12                |
| 187       | 15           | "#THINMAN"                       | Jeannot Szwarc      | Jenny Klein                        | 4 de março de 2014      | 4X5066           | 1.93                |
| 188       | 16           | "Blade Runners"                  | Serge Ladouceur     | Brad Buckner & Eugenie Ross-Leming | 18 de março de 2014     | 4X5065           | 1.86                |
| 189       | 17           | "Mother's Little Helper"         | Misha Collins       | Adam Glass                         | 25 de março de 2014     | 4X5067           | 2.25                |
| 190       | 18           | "Meta Fiction"                   | Thomas J. Wright    | Robbie Thompson                    | 15 de abril de 2014     | 4X5068           | 1.60                |
| 191       | 19           | "Alex Annie Alexis Ann"          | Stefan Pleszczynski | Robert Berens                      | 22 de abril de 2014     | 4X5069           | 2.10                |
| 192       | 20           | "Bloodlines"                     | Stefan Pleszczynski | Robert Berens                      | 29 de abril de 2014     | 4X5070           | 2.03                |
| 193       | 21           | "King of the Damned"             | P. J. Pesce         | Brad Buckner & Eugenie Ross-Leming | 6 de maio de 2014       | 4X5071           | 1.59                |
| 194       | 22           | "Stairway to Heaven"             | Guy Norman Bee      | Andrew Dabb                        | 13 de maio de 2014      | 4X5072           | 1.74                |
| 195       | 23           | "Do You Believe in Miracles?"    | Thomas J. Wright    | Jeremy Carver                      | 20 de maio de 2014      | 4X5073           | 2.30                |

### Temporada 10 (2014-2015)
| N.º geral | N.º na temp. | Título                                | Dirigido por          | Escrito por                                                          | Exibição original       | Cód. de produção | Audiência (milhões) |
| --------- | ------------ | ------------------------------------- | --------------------- | -------------------------------------------------------------------- | ----------------------- | ---------------- | ------------------- |
| Especial  | Especial     | "A Very Special Supernatural Special" | -                     | -                                                                    | 6 de outubro de 2014    | -                | 1.07                |
| 196       | 1            | "Black"                               | Robert Singer         | Jeremy Carver                                                        | 7 de outubro de 2014    | 4X5802           | 2.50                |
| 197       | 2            | "Reichenbach"                         | Thomas J. Wright      | Andrew Dabb                                                          | 14 de outubro de 2014   | 4X5803           | 2.13                |
| 198       | 3            | "Soul Survivor"                       | Jensen Ackles         | Brad Buckner & Eugenie Ross-Leming                                   | 21 de outubro de 2014   | 4X5801           | 2.08                |
| 199       | 4            | "Paper Moon"                          | Jeannot Szwarc        | Adam Glass                                                           | 28 de outubro de 2014   | 4X5804           | 1.93                |
| 200       | 5            | "Fan Fiction"                         | Phil Sgriccia         | Robbie Thompson                                                      | 11 de novembro de 2014  | 4X5805           | 2.17                |
| 201       | 6            | "Ask Jeeves"                          | John MacCarthy        | Eric Carmelo & Nicole Snyder                                         | 18 de novembro de 2014  | 4X5806           | 2.54                |
| 202       | 7            | "Girls, Girls, Girls"                 | Robert Singer         | Robert Berens                                                        | 25 de novembro de 2014  | 4X5807           | 2.30                |
| 203       | 8            | "Hibbing 911"                         | Robert Singer         | História por : Jenny Klein & Phil Sgriccia Roteiro por : Jenny Klein | 2 de dezembro de 2014   | 4X5808           | 2.33                |
| 204       | 9            | "The Things We Left Behind"           | Guy Bee               | Andrew Dabb                                                          | 9 de dezembro de 2014   | 4X5809           | 2.62                |
| 205       | 10           | "The Hunter Games"                    | John Badham           | Eugenie Ross-Leming & Brad Buckner                                   | 20 de janeiro de 2015   | 4X5811           | 2.42                |
| 206       | 11           | "There's No Place Like Home"          | Phil Sgriccia         | Robbie Thompson                                                      | 27 de janeiro de 2015   | 4X5810           | 2.06                |
| 207       | 12           | "About a Boy"                         | Serge Ladouceur       | Adam Glass                                                           | 3 de fevereiro de 2015  | 4X5812           | 2.21                |
| 208       | 13           | "Halt & Catch Fire"                   | John Showalter        | Eric Charmelo & Nicole Snyder                                        | 10 de fevereiro de 2015 | 4X5813           | 1.98                |
| 209       | 14           | "The Executioner's Song"              | Phil Sgriccia         | Robert Berens                                                        | 17 de fevereiro de 2015 | 4X5814           | 2.09                |
| 210       | 15           | "The Things They Carried"             | John Badham           | Jenny Klein                                                          | 18 de março de 2015     | 4X5815           | 1.73                |
| 211       | 16           | "Paint It Black"                      | John Showalter        | Brad Bucker & Eugenie Ross-Leming                                    | 25 de março de 2015     | 4X5816           | 1.70                |
| 212       | 17           | "Inside Man"                          | Rashaad Ernesto Green | Andrew Dabb                                                          | 2 de abril de 2015      | 4X5817           | 1.70                |
| 213       | 18           | "Book of the Damned"                  | P. J. Pesce           | Robbie Thompson                                                      | 15 de abril de 2015     | 4X5818           | 1.76                |
| 214       | 19           | "The Werther Project"                 | Stefan Pleszczynski   | Robert Berens                                                        | 22 de abril de 2015     | 4X5819           | 1.63                |
| 215       | 20           | "Angel Heart"                         | Steve Boyum           | Robbie Thompson                                                      | 29 de abril de 2015     | 4X5820           | 1.74                |
| 216       | 21           | "Dark Dynasty"                        | Robert Singer         | Eugenie Ross-Leming & Brad Buckner                                   | 6 de maio de 2015       | 4X5823           | 1.45                |
| 217       | 22           | "The Prisoner"                        | Thomas J. Wright      | Andrew Dabb                                                          | 13 de maio de 2015      | 4X5821           | 1.75                |
| 218       | 23           | "Brother's Keeper"                    | Phil Sgriccia         | Jeremy Carver                                                        | 20 de maio de 2015      | 4X5822           | 1.73                |

### Temporada 11 (2015-2016)
| N.º geral | N.º na temp. | Título                               | Dirigido por          | Escrito por                        | Exibição original       | Cód. de produção | Audiência (milhões) |
| --------- | ------------ | ------------------------------------ | --------------------- | ---------------------------------- | ----------------------- | ---------------- | ------------------- |
| 219       | 1            | "Out of the Darkness, Into the Fire" | Robert Singer         | Jeremy Carver                      | 7 de outubro de 2015    | 4X6252           | 1.94                |
| 220       | 2            | "Form and Void"                      | Phil Sgriccia         | Andrew Dabb                        | 14 de outubro de 2015   | 4X6253           | 1.85                |
| 221       | 3            | "The Bad Seed"                       | Jensen Ackles         | Brad Buckner & Eugenie Ross-Leming | 21 de outubro de 2015   | 4X6251           | 1.59                |
| 222       | 4            | "Baby"                               | Thomas J. Wright      | Robbie Thompson                    | 28 de outubro de 2015   | 4X6254           | 2.04                |
| 223       | 5            | "Thin Lizzie"                        | Rashaad Ernesto Green | Nancy Won                          | 4 de novembro de 2015   | 4X6255           | 1.64                |
| 224       | 6            | "Our Little World"                   | John F. Showalter     | Robert Berens                      | 11 de novembro de 2015  | 4X6256           | 1.70                |
| 225       | 7            | "Plush"                              | Tim Andrew            | Eric Charmelo & Nicole Snyder      | 18 de novembro de 2015  | 4X6257           | 1.66                |
| 226       | 8            | "Just My Imagination"                | Richard Speight Jr.   | Jenny Klein                        | 2 de dezembro de 2015   | 4X6258           | 2.00                |
| 227       | 9            | "O Brother Where Art Thou?"          | Robert Singer         | Eugenie Ross-Leming & Brad Buckner | 9 de dezembro de 2015   | 4X6259           | 1.90                |
| 228       | 10           | "The Devil in the Details"           | Thomas J. Wright      | Andrew Dabb                        | 20 de janeiro de 2016   | 4X6260           | 1.83                |
| 229       | 11           | "Into the Mystic"                    | John Badham           | Robbie Thompson                    | 27 de janeiro de 2016   | 4X6261           | 1.88                |
| 230       | 12           | "Don't You Forget About Me"          | Stefan Pleszczynski   | Nancy Won                          | 3 de fevereiro de 2016  | 4X6262           | 1.87                |
| 231       | 13           | "Love Hurts"                         | Phil Sgriccia         | Eric Charmelo & Nicole Snyder      | 10 de fevereiro de 2016 | 4X6263           | 1.83                |
| 232       | 14           | "The Vessel"                         | John Badham           | Robert Berens                      | 17 de fevereiro de 2016 | 4X6264           | 1.98                |
| 233       | 15           | "Beyond the Mat"                     | Jerry Wanek           | John Bring & Andrew Dabb           | 24 de fevereiro de 2016 | 4X6265           | 1.85                |
| 234       | 16           | "Safe House"                         | Stefan Pleszczynski   | Robbie Thompson                    | 23 de março de 2016     | 4X6266           | 1.69                |
| 235       | 17           | "Red Meat"                           | Nina Lopez-Corrado    | Robert Berens & Andrew Dabb        | 30 de março de 2016     | 4X6267           | 1.45                |
| 236       | 18           | "Hell's Angel"                       | Phil Sgriccia         | Brad Buckner & Eugenie Ross-Leming | 6 de abril de 2016      | 4X6268           | 1.75                |
| 237       | 19           | "The Chitters"                       | Eduardo Sánchez       | Nancy Won                          | 27 de abril de 2016     | 4X6269           | 1.67                |
| 238       | 20           | "Don't Call Me Shurley"              | Robert Singer         | Robbie Thompson                    | 4 de maio de 2016       | 4X6270           | 1.54                |
| 239       | 21           | "All in the Family"                  | Thomas J. Wright      | Eugenie Ross-Leming & Brad Buckner | 11 de maio de 2016      | 4X6271           | 1.75                |
| 240       | 22           | "We Happy Few"                       | John Badham           | Robert Berens                      | 18 de maio de 2016      | 4X6272           | 1.59                |
| 241       | 23           | "Alpha and Omega"                    | Phil Sgriccia         | Andrew Dabb                        | 25 de maio de 2016      | 4X6273           | 1.84                |

### Temporada 12 (2016-2017)
| N.º geral | N.º na temp. | Título                              | Dirigido por        | Escrito por                        | Exibição original       | Cód. de produção | Audiência (milhões) |
| --------- | ------------ | ----------------------------------- | ------------------- | ---------------------------------- | ----------------------- | ---------------- | ------------------- |
| 242       | 1            | "Keep Calm and Carry On"            | Phil Sgriccia       | Andrew Dabb                        | 13 de outubro de 2016   | T13.19951        | 2.15                |
| 243       | 2            | "Mamma Mia"                         | Thomas J. Wright    | Brad Buckner & Eugenie Ross-Leming | 20 de outubro de 2016   | T13.19952        | 1.61                |
| 244       | 3            | "The Foundry"                       | Robert Singer       | Robert Berens                      | 27 de outubro de 2016   | T13.19953        | 1.68                |
| 245       | 4            | "American Nightmare"                | John F. Showalter   | Davy Perez                         | 3 de novembro de 2016   | T13.19954        | 1.81                |
| 246       | 5            | "The One You've Been Waiting For"   | Nina Lopez-Corrado  | Meredith Glynn                     | 10 de novembro de 2016  | T13.19955        | 1.70                |
| 247       | 6            | "Celebrating the Life of Asa Fox"   | John Badham         | Steve Yockey                       | 17 de novembro de 2016  | T13.19956        | 1.80                |
| 248       | 7            | "Rock Never Dies"                   | Eduardo Sánchez     | Robert Berens                      | 1 de dezembro de 2016   | T13.19957        | 1.80                |
| 249       | 8            | "LOTUS"                             | Phil Sgriccia       | Eugenie Ross-Leming & Brad Buckner | 8 de dezembro de 2016   | T13.19958        | 1.73                |
| 250       | 9            | "First Blood"                       | Robert Singer       | Andrew Dabb                        | 26 de janeiro de 2017   | T13.19959        | 1.72                |
| 251       | 10           | "Lily Sunder Has Some Regrets"      | Thomas J. Wright    | Steve Yockey                       | 2 de fevereiro de 2017  | T13.19960        | 1.73                |
| 252       | 11           | "Regarding Dean"                    | John Badham         | Meredith Glynn                     | 9 de fevereiro de 2017  | T13.19961        | 1.73                |
| 253       | 12           | "Stuck in the Middle (With You)"    | Richard Speight Jr. | Davy Perez                         | 16 de fevereiro de 2017 | T13.19962        | 1.81                |
| 254       | 13           | "Family Feud"                       | P. J. Pesce         | Brad Buckner & Eugenie Ross-Leming | 23 de fevereiro de 2017 | T13.19963        | 1.62                |
| 255       | 14           | "The Raid"                          | John MacCarthy      | Robert Berens                      | 2 de março de 2017      | T13.19964        | 1.63                |
| 256       | 15           | "Somewhere Between Heaven and Hell" | Nina Lopez-Corrado  | Davy Perez                         | 9 de março de 2017      | T13.19965        | 1.49                |
| 257       | 16           | "Ladies Drink Free"                 | Amyn Kaderali       | Meredith Glynn                     | 30 de março de 2017     | T13.19966        | 1.71                |
| 258       | 17           | "The British Invasion"              | John F. Showalter   | Eugenie Ross-Leming & Brad Buckner | 6 de abril de 2017      | T13.19967        | 1.57                |
| 259       | 18           | "The Memory Remains"                | Phil Sgriccia       | John Bring                         | 13 de abril de 2017     | T13.19968        | 1.58                |
| 260       | 19           | "The Future"                        | Amanda Tapping      | Robert Berens & Meredith Glynn     | 27 de abril de 2017     | T13.19969        | 1.38                |
| 261       | 20           | "Twigs & Twine & Tasha Banes"       | Richard Speight Jr. | Steve Yockey                       | 4 de maio de 2017       | T13.19970        | 1.51                |
| 262       | 21           | "There's Something About Mary"      | P. J. Pesce         | Brad Buckner & Eugenie Ross-Leming | 11 de maio de 2017      | T13.19971        | 1.42                |
| 263       | 22           | "Who We Are"                        | John F. Showalter   | Robert Berens                      | 18 de maio de 2017      | T13.19972        | 1.75                |
| 264       | 23           | "All Along the Watchtower"          | Robert Singer       | Andrew Dabb                        | 18 de maio de 2017      | T13.19973        | 1.65                |

### Temporada 13 (2017-2018)
| N.º geral | N.º na temp. | Título                      | Dirigido por         | Escrito por                        | Exibição original      | Cód. de produção | Audiência (milhões) |
| --------- | ------------ | --------------------------- | -------------------- | ---------------------------------- | ---------------------- | ---------------- | ------------------- |
| 265       | 1            | "Lost and Found"            | Phil Sgriccia        | Andrew Dabb                        | 12 de outubro de 2017  | T13.20551        | 2.10                |
| 266       | 2            | "The Rising Son"            | Thomas J. Wright     | Eugenie Ross-Leming & Brad Buckner | 19 de outubro de 2017  | T13.20552        | 1.90                |
| 267       | 3            | "Patience"                  | Robert Singer        | Robert Berens                      | 26 de outubro de 2017  | T13.20553        | 1.93                |
| 268       | 4            | "The Big Empty"             | John Badham          | Meredith Glynn                     | 2 de novembro de 2017  | T13.20554        | 1.82                |
| 269       | 5            | "Advanced Thanatology"      | John Showalter       | Steve Yockey                       | 9 de novembro de 2017  | T13.20555        | 1.71                |
| 270       | 6            | "Tombstone"                 | Nina Lopez-Corrado   | Davy Perez                         | 16 de novembro de 2017 | T13.20556        | 1.89                |
| 271       | 7            | "War of the Worlds"         | Richard Speight, Jr. | Eugenie Ross-Leming & Brad Buckner | 23 de novembro de 2017 | T13.20557        | 1.24                |
| 272       | 8            | "The Scorpion and the Frog" | Robert Singer        | Meredith Glynn                     | 30 de novembro de 2017 | T13.20558        | 1.73                |
| 273       | 9            | "The Bad Place"             | Phil Sgriccia        | Robert Berens                      | 7 de dezembro de 2017  | T13.20559        | 1.74                |
| 274       | 10           | "Wayward Sisters"           | Phil Sgriccia        | Robert Berens & Andrew Dabb        | 18 de janeiro de 2018  | T13.20560        | 1.85                |
| 275       | 11           | "Breakdown"                 | Amyn Kaderali        | Davy Perez                         | 25 de janeiro de 2018  | T13.20561        | 1.93                |
| 276       | 12           | "Various & Sundry Villains" | Amanda Tapping       | Steve Yockey                       | 1 de fevereiro de 2018 | T13.20562        | 1.68                |
| 277       | 13           | "Devil's Bargain"           | Eduardo Sánchez      | Eugenie Ross-Leming & Brad Buckner | 8 de fevereiro de 2018 | T13.20563        | 1.81                |
| 278       | 14           | "Good Intentions"           | P. J. Pesce          | Meredith Glynn                     | 1 de março de 2018     | T13.20564        | 1.61                |
| 279       | 15           | "A Most Holy Man"           | Amanda Tapping       | Andrew Dabb & Robert Singer        | 8 de março de 2018     | T13.20565        | 1.66                |
| 280       | 16           | "Scoobynatural"             | Robert Singer        | Jim Krieg & Jeremy Adams           | 29 de março de 2018    | T13.20566        | 2.03                |
| 281       | 17           | "The Thing"                 | John Showalter       | Davy Perez                         | 5 de abril de 2018     | T13.20567        | 1.41                |
| 282       | 18           | "Bring 'em Back Alive"      | Amyn Kaderali        | Brad Buckner & Eugenie Ross-Leming | 12 de abril de 2018    | T13.20568        | 1.53                |
| 283       | 19           | "Funeralia"                 | Nina Lopez-Corrado   | Steve Yockey                       | 19 de abril de 2018    | T13.20569        | 1.38                |
| 284       | 20           | "Unfinished Business"       | Richard Speight, Jr. | Meredith Glynn                     | 26 de abril de 2018    | T13.20570        | 1.51                |
| 285       | 21           | "Beat the Devil"            | Phil Sgriccia        | Robert Berens                      | 3 de maio de 2018      | T13.20571        | 1.39                |
| 286       | 22           | "Exodus"                    | Thomas J. Wright     | Eugenie Ross-Leming & Brad Buckner | 10 de maio de 2018     | T13.20572        | 1.30                |
| 287       | 23           | "Let the Good Times Roll"   | Andrew Dabb          | Robert Singer                      | 17 de maio de 2018     | T13.20573        | 1.63                |

### Temporada 14 (2018-2019)
| N.º geral | N.º na temp. | Título                       | Dirigido por        | Escrito por                        | Exibição original      | Cód. de produção | Audiência (milhões) |
| --------- | ------------ | ---------------------------- | ------------------- | ---------------------------------- | ---------------------- | ---------------- | ------------------- |
| 288       | 1            | "Stranger in a Strange Land" | Thomas J. Wright    | Andrew Dabb                        | 11 de outubro de 2018  | T13.21151        | 1.49                |
| 289       | 2            | "Gods and Monsters"          | Richard Speight Jr. | Eugenie Ross-Leming & Brad Buckner | 18 de outubro de 2018  | T13.21152        | 1.53                |
| 290       | 3            | "The Scar"                   | Robert Singer       | Robert Berens                      | 25 de outubro de 2018  | T13.21153        | 1.39                |
| 291       | 4            | "Mint Condition"             | Amyn Kaderall       | Davy Perez                         | 1 de novembro de 2018  | T13.21154        | 1.46                |
| 292       | 5            | "Nightmare Logic"            | Darren Grant        | Meredith Glynn                     | 8 de novembro de 2018  | T13.21155        | 1.43                |
| 293       | 6            | "Optimism"                   | Richard Speight Jr. | Steve Yockey                       | 15 de novembro de 2018 | T13.21156        | 1.48                |
| 294       | 7            | "Unhuman Nature"             | John F. Showalter   | Brad Buckner e Eugenie Ross-Leming | 29 de novembro de 2018 | T13.21157        | 1.49                |
| 295       | 8            | "Byzantium"                  | Eduardo Sanchez     | Meredith Glynn                     | 6 de dezembro de 2018  | T13.21158        | 1.53                |
| 296       | 9            | "The Spear"                  | Amyn Kaderali       | Robert Berens                      | 13 de dezembro de 2018 | T13.21159        | 1.43                |
| 297       | 10           | "Nihilism"                   | Amanda Tapping      | Steve Yockey                       | 17 de janeiro de 2019  | T13.21160        | 1.44                |
| 298       | 11           | "Damaged Goods"              | Phil Sgriccia       | Davy Perez                         | 24 de janeiro de 2019  | T13.21161        | 1.44                |
| 299       | 12           | "Prophet and Loss"           | Thomas J. Wright    | Brad Buckner e Eugenie Ross-Leming | 31 de janeiro de 2019  | T13.21162        | 1.40                |
| 300       | 13           | "Lebanon"                    | Robert Singer       | Andrew Dabb e Meredith Glynn       | 7 de fevereiro de 2019 | T13.21163        | 1.64                |
| 301       | 14           | "Ouroboros"                  | Amyn Kaderali       | Steve Yockey                       | 7 de março de 2019     | T13.21164        | 1.28                |
| 302       | 15           | "Peace of Mind"              | Phil Sgriccia       | Steve Yockey e Meghan Fitzmartin   | 14 de março de 2019    | T13.21166        | 1.51                |
| 303       | 16           | "Don't Go in the Woods"      | John Fitzpatrick    | Davy Perez e Nick Vaught           | 21 de março de 2019    | T13.21165        | 1.46                |
| 304       | 17           | "Game Night"                 | John F. Showalter   | Meredith Glynn                     | 4 de abril de 2019     | T13.21167        | 1.25                |
| 305       | 18           | "Absence"                    | Nina Lopez-Corrado  | Robert Berens                      | 11 de abril de 2019    | T13.21168        | 1.47                |
| 306       | 19           | "Jack in the Box"            | Robert Singer       | Brad Buckner e Eugenie Ross-Leming | 18 de abril de 2019    | T13.21169        | 1.28                |
| 307       | 20           | "Moriah"                     | Phil Sgriccia       | Andrew Dabb                        | 25 de abril de 2019    | T13.21170        | 1.30                |

### Temporada 15 (2019-2020)
| N.º geral | N.º na temp. | Título                             | Dirigido por         | Escrito por                                                               | Exibição original      | Cód. de produção | Audiência (milhões) |
| --------- | ------------ | ---------------------------------- | -------------------- | ------------------------------------------------------------------------- | ---------------------- | ---------------- | ------------------- |
| 308       | 1            | "Back and to the Future"           | John Showalter       | Andrew Dabb                                                               | 10 de outubro de 2019  | T13.21752        | 1.23                |
| 309       | 2            | "Raising Hell"                     | Robert Singer        | Brad Buckner & Eugenie Ross-Leming                                        | 17 de outubro de 2019  | T13.21753        | 1.16                |
| 310       | 3            | "The Rupture"                      | Charles Beeson       | Robert Berens                                                             | 24 de outubro de 2019  | T13.21754        | 1.24                |
| 311       | 4            | "Atomic Monsters"                  | Jensen Ackles        | Davy Perez                                                                | 7 de novembro de 2019  | T13.21751        | 1.10                |
| 312       | 5            | "Proverbs 17:3"                    | Richard Speight Jr.  | Steve Yockey                                                              | 14 de novembro de 2019 | T13.21755        | 1.30                |
| 313       | 6            | "Golden Time"                      | John Showalter       | Meredith Glynn                                                            | 21 de novembro de 2019 | T13.21756        | 1.14                |
| 314       | 7            | "Last Call"                        | Amyn Kaderali        | Jeremy Adams                                                              | 5 de dezembro de 2019  | T13.21757        | 1.06                |
| 315       | 8            | "Our Father, Who Aren't in Heaven" | Richard Speight Jr.  | Eugenie Ross-Leming & Brad Buckner                                        | 12 de dezembro de 2019 | T13.21758        | 1.09                |
| 316       | 9            | "The Trap"                         | Robert Singer        | Robert Berens                                                             | 16 de janeiro de 2020  | T13.21759        | 1.13                |
| 317       | 10           | "The Heroes' Journey"              | John Showalter       | Andrew Dabb                                                               | 23 de janeiro de 2020  | T13.21760        | 0.99                |
| 318       | 11           | "The Gamblers"                     | Charles Beeson       | História por : Meredith Glynn & Davy Perez Roteiro por : Meredith Glynn   | 30 de janeiro de 2020  | T13.21761        | 1.07                |
| 319       | 12           | "Galaxy Brain"                     | Richard Speight, Jr. | História por : Meredith Glynn & Robert Berens Roteiro por : Robert Berens | 16 de março de 2020    | T13.21762        | 0.98                |
| 320       | 13           | "Destiny's Child"                  | Amyn Kaderali        | Brad Buckner & Eugenie Ross-Leming                                        | 23 de março de 2020    | T13.21763        | 1.06                |
| 321       | 14           | "Last Holiday"                     | Eduardo Sánchez      | Jeremy Adams                                                              | 8 de outubro de 2020   | T13.21764        | 1.13                |
| 322       | 15           | "Gimme Shelter"                    | Matt Cohen           | Davy Perez                                                                | 15 de outubro de 2020  | T13.21765        | 1.07                |
| 323       | 16           | "Drag Me Away (From You)"          | Amyn Kaderali        | Meghan Fitzmartin                                                         | 22 de outubro de 2020  | T13.21766        | 0.92                |
| 324       | 17           | "Unity"                            | Catriona McKenzie    | Meredith Glynn                                                            | 29 de outubro de 2020  | T13.21767        | 0.91                |
| 325       | 18           | "Despair"                          | Richard Speight Jr.  | Robert Berens                                                             | 5 de novembro de 2020  | T13.21768        | 1.02                |
| 326       | 19           | "Inherit the Earth"                | John Showalter       | Eugenie Ross-Leming & Brad Buckner                                        | 12 de novembro de 2020 | T13.21769        | 1.00                |
| 327       | 20           | "Carry On"                         | Robert Singer        | Andrew Dabb                                                               | 19 de novembro de 2020 | T13.21770        | 1.38                |

Predefinição:Referência